# Port lotniczy Warszawa-Modlin
Port Lotniczy Warszawa-Modlin (kod IATA: WMI, kod ICAO: EPMO) – międzynarodowy port lotniczy w Nowym Dworze Mazowieckim, zlokalizowany około 35 km na północny zachód od granicy śródmieścia Warszawy.
Lotnisko obsługuje loty rejsowe krótkiego i średniego zasięgu tanich linii lotniczych do miast europejskich i rejsy czarterowe.
Maksymalna przepustowość lotniska na początku funkcjonowania oceniana była na 2–2,3 mln osób rocznie, w 2016 przepustowość określono na poziomie 3–3,5 mln osób rocznie.

## Profil działalności
Port w założeniach ma obsługiwać część ruchu lotniczego dotychczas kierowanego na Lotnisko Chopina w Warszawie, głównie samoloty tanich linii, czarterowe i towarowe.
Port lotniczy Modlin nie ma spełniać funkcji długo już oczekiwanego drugiego lotniska dla Warszawy, którego realizacja jest nadal rozważana. Zgodnie z zapewnieniami władz mazowieckich oraz inwestora lotnisko miało zostać oddane do użytku przed rozpoczęciem Mistrzostw Europy w Piłce Nożnej w 2012. Sprawę komplikował protest ekologów, którzy sprzeciwiali się budowie lotniska, podnosząc niekorzystne położenie portu blisko Wisły, występujące na trasie lądowania liczne klucze ptactwa oraz mgły.
Udziałowcami przedsięwzięcia są:
- Agencja Mienia Wojskowego – 34,43%
- Przedsiębiorstwo Państwowe Porty Lotnicze – 30,39%
- Województwo mazowieckie – 30,37%
- Miasto Nowy Dwór Mazowiecki – 4,81%[7]

### Operatorzy portu lotniczego
Według stanu na czerwiec 2025 port lotniczy obsługiwany jest przez jednego przewoźnika, tanią linię lotniczą Ryanair. Od lipca do grudnia 2012 operacje prowadził Wizz Air, zaś od października 2022 do marca 2023 Air Moldova.

## Historia

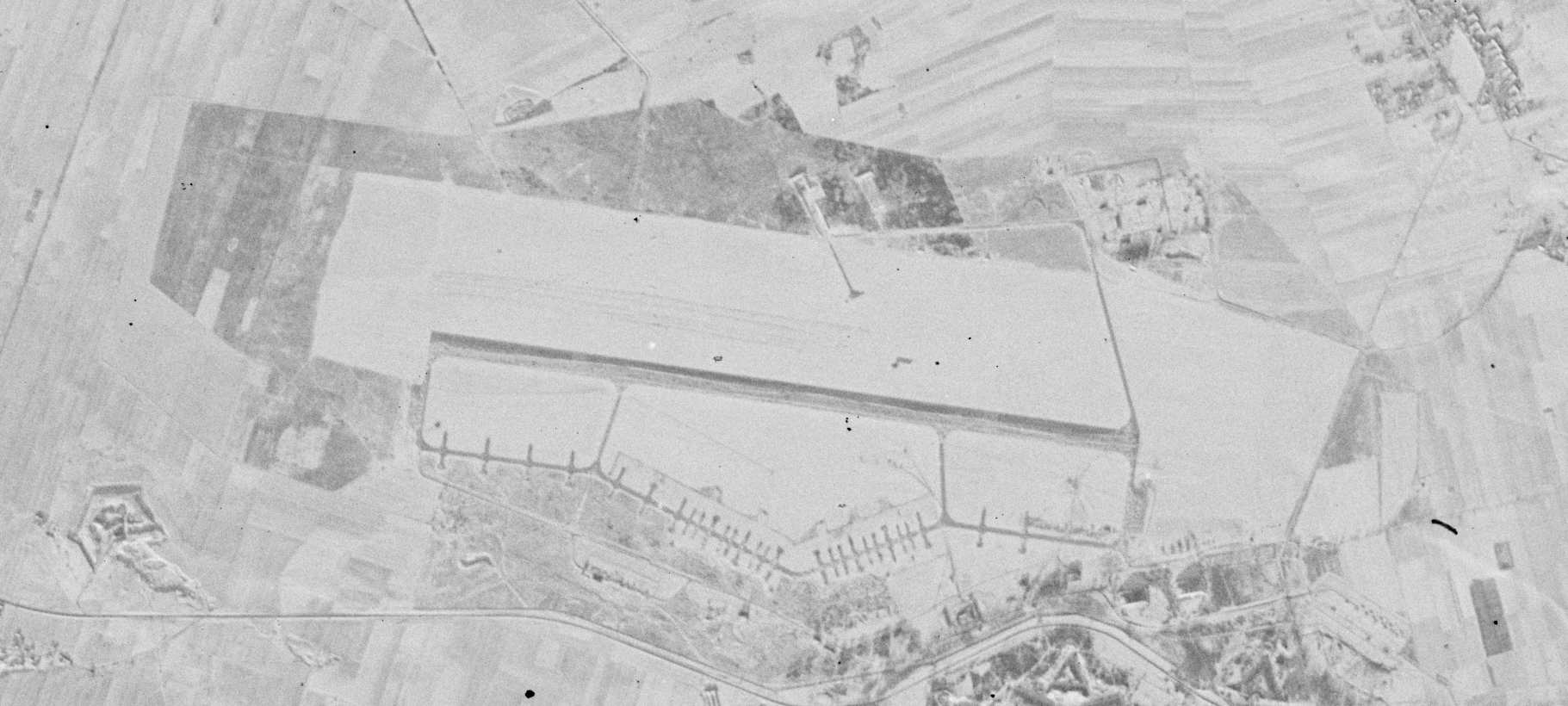
Zdjęcie satelitarne lotniska w Modlinie wykonane między 12 a 16 grudnia 1961 przez amerykańskiego satelitę wywiadowczego. W lewym dolnym rogu widoczny również fort I Twierdzy Modlin.

Port powstał na bazie istniejącego wcześniej lotniska wojskowego, które istniało w latach 1940–2000, stacjonowała tam między innymi 45 Lotnicza Eskadra Doświadczalna (1976–1999). 

### 2005–2008
W 2005 Przedsiębiorstwo Państwowe „Porty Lotnicze” i Agencja Mienia Wojskowego podpisały umowę, dzięki której lotnisko Modlin mogło uzyskać status lotniska publicznego. Uruchomienie lotniska Modlin, początkowo planowane na połowę 2005, przez wiele miesięcy odwlekało się z powodu sporów udziałowców.
W kwietniu 2006 ogłoszono, że ministerstwo infrastruktury wycofało się ze spółki inwestycyjnej na rzecz samorządu województwa mazowieckiego, który przeznaczył początkowo 16 mln zł na cele modernizacji lotniska. Doprowadzenie lotniska Modlin do statusu portu lotniczego wymagało nakładów inwestycyjnych wynoszących co najmniej 540 mln zł. W czerwcu 2006 ówczesny minister transportu Jerzy Polaczek zapowiedział, że lotnisko zacznie działać we wrześniu 2007, jednak tak się nie stało.
26 października 2006 Prezes ULC wydał promesę na założenie lotniska cywilnego użytku publicznego. Promesa ważna 24 miesiące była zapewnieniem, że po spełnieniu wymogów ustawy Prawo lotnicze wnioskujący uzyskają zezwolenie na założenie lotniska.
8 listopada 2006 współudziałowcy budowy portu lotniczego zawarli porozumienie, tworząc spółkę Mazowiecki Port Lotniczy Warszawa-Modlin. Udziały rozdzielono między Agencję Mienia Wojskowego (292 ha gruntów pod port), Przedsiębiorstwo Państwowe „Porty Lotnicze” oraz samorząd województwa mazowieckiego, który sfinansował część inwestycji (16 mln zł w 2006, 30 mln w 2007 i 50 mln w 2008). Miasto Nowy Dwór Mazowiecki posiadało 5% udziałów. Całkowity koszt inwestycji szacowano na 200–300 mln zł. Wicemarszałek Waldemar Roszkiewicz zapowiedział rozpoczęcie działalności portu w pierwszym kwartale 2008, z możliwym przyspieszeniem do końca 2007.
12 stycznia 2007 opublikowano biznesplan portu opracowany przez Ernst & Young, zakładający rozpoczęcie działalności w październiku 2008 oraz przewiezienie miliona pasażerów w 2009. Piotr Okienczyc, prezes spółki, zapowiedział rozpoczęcie budowy terminalu i remontu drogi startowej na drugą połowę 2007.
2 maja 2007 Gazeta Wyborcza poinformowała o raporcie środowiskowym, który wskazywał na ryzyko kolizji ptaków z samolotami oraz przewidywał, że port może zostać otwarty najwcześniej zimą 2009. W grudniu 2007 wojewoda mazowiecki otrzymał poprawiony raport środowiskowy, a nową datą uruchomienia portu został przełom 2009/2010.

### 2009–2012
10 września 2009 wojewoda mazowiecki wydał pozwolenie na budowę cywilnego portu lotniczego przez spółkę Mazowiecki Port Lotniczy Warszawa-Modlin.
8 lutego 2010 obiekt został wpisany do rejestru lotnisk cywilnych przez ULC. Oznaczało to, że od tego momentu mogły na nim już lądować samoloty, aczkolwiek wciąż brakowało odpowiedniej infrastruktury.
18 lipca 2010 wojewoda mazowiecki i marszałek województwa podpisali akt przekazania 276 hektarów gruntu należącego do Skarbu Państwa na rzecz powstającego lotniska. Budowę oficjalnie rozpoczęto 8 października 2010, a budynek terminalu projektu Stefana Kuryłowicza i pracowni APA Kuryłowicz & Associates ukończono w lipcu 2012.
Budowa portu lotniczego kosztowała 451 400 000 zł.
1 lutego 2012 władze Wizz Air jako pierwsze głosiły wykonywanie lotów z lotniska Modlin. Zakomunikowały, że wszystkie loty z lotniska Chopina w Warszawie zostaną przeniesione 18 lipca 2012. 8 lutego tego samego roku Ryanair ogłosił uruchomienie lotów do Brukseli-Charleroi, Dublina, Londynu-Stansted, Mediolanu-Bergamo, Oslo-Rygge, Rzymu-Ciampino oraz Sztokholmu-Skavsta.
Otwarcie lotniska odbyło się 7 lipca 2012, zaś pierwszy regularny samolot rejsowy typu Airbus A320 wylądował na lotnisku 15 lipca o godz. 17:30 i był to samolot linii Wizz Air z pasażerami z Budapesztu. W pierwszym miesiącu swojego funkcjonowania lotnisko obsłużyło ponad 161 tysięcy pasażerów, z tego 118 tysięcy linii Wizz Air i 41,8 tysiąca linii Ryanair, wykonano 1106 operacji lotniczych.

#### Tymczasowe zamknięcie lotniska
22 grudnia 2012 Wojewódzki Inspektor Nadzoru Budowlanego w Warszawie cofnął pozwolenie na użytkowanie betonowej części pasa startowego portu lotniczego. Powodem decyzji były pęknięcia pasa (złuszczenia) i dziury zagrażające bezpieczeństwu lotów. W następstwie tej decyzji wstrzymane zostały operacje lotów regularnych. Linie lotnicze Ryanair operujące na lotnisku rozpoczęły operacje na lotnisku Chopina. Wizz Air przeniósł operacje na warszawskie lotnisko wcześniej, tj. 17 grudnia 2012. Prace przy naprawie pasa rozpoczęto 27 grudnia, zaś wykonawca modernizacji drogi startowej – spółka giełdowa Erbud SA, która wybudowała pas została zobowiązana do dokonania naprawy wszystkich uszkodzeń występujących na drodze startowej w ramach gwarancji. Przedsiębiorstwo zostało również pociągnięte do pokrycia strat wynikłych z konieczności zawieszenia działania portu lotniczego.
Przedstawiciele inwestora, generalnego wykonawcy (Erbud), podwykonawcy i ekspertów technologii materiałowej ocenili, że uszkodzenia pasa nastąpiły przy progach 08 i 26, w części wykonanej z betonu cementowego, do którego utworzenia użyto skały osadowej margla.
Zarząd lotniska twierdził, powołując się na ekspertyzy Instytutu Technicznego Wojsk Lotniczych, że problemy z pasem i drogami kołowania były spowodowane przez zastosowanie niewłaściwego kruszywa przy budowie. Raport stwierdzał, iż: powodem uszkodzeń jest obecność w zastosowanym do mieszanki betonowej kruszywie znaczącej liczby ziaren węglanowych i węglanowo-ilastych, które nie powinny się w tym kruszywie znaleźć. Port Lotniczy potwierdził, że spękania pasa startowego nie zostały spowodowane użyciem do odladzania nawierzchni pasa startowego nieodpowiednich środków, co sugerował wcześniej generalny wykonawca pasa, przedsiębiorstwo Erbud (Bud Invent nadzorowało inwestycję), zanim okazało się, że drogi kołowania, na których nie stosuje się środków chemicznych, również zostały zniszczone.

### 2013–2019
5 stycznia 2013 przedsiębiorstwo Erbud, wykonawca pasa startowego ogłosił zakończenie napraw progów 08 i 26 betonowej drogi startowej, twierdząc, że pas jest w pełni sprawny. 8 stycznia Wizz Air zapowiedział pozew odszkodowawczy przeciwko Portowi Lotniczemu Modlin w wysokości 11 milionów złotych za straty spowodowane zamknięciem lotniska w grudniu 2012. Tego samego dnia Wojewódzki Inspektorat Nadzoru Budowlanego zauważył poprawę stanu pasa, ale odmówił zezwolenia na jego ponowne uruchomienie z powodu braku hydrofobizacji.
24 stycznia Inspektorat podtrzymał decyzję o zakazie użytkowania uszkodzonych fragmentów pasa. 6 lutego ogłoszono konieczność jego całkowitej odbudowy. 13 lutego po analizie napraw uzgodniono, że pas będzie odbudowany z betonu cementowego, ponieważ użycie margla jako kruszywa spowodowało uszkodzenia. 18 lutego ujawniono dalsze zniszczenia na lotnisku, a zarząd zagroził Erbudowi przekazaniem prac innemu wykonawcy, jeśli firma nie zgodzi się na odbudowę.
5 marca 2013 Ryanair zapowiedział wznowienie operacji na lotnisku od 30 czerwca. 11 marca rozpoczęto zrywanie uszkodzonego betonu na krańcowych fragmentach pasa startowego w celu jego odbudowy.
24 czerwca 2013 Urząd Lotnictwa Cywilnego wydał zgodę na wznowienie startów i lądowań dużych pasażerskich samolotów na lotnisku. W związku z tym Ryanair ogłosił, że przeniesie swoją bazę i wszystkie swoje loty z lotniska Chopina na lotnisko 30 września 2013. W listopadzie lotnisko świętuje obsłużenie milionowego pasażera.
W 2014 na lotnisku uruchomiono stację meteorologiczną.  Lotnisko od maja 2014 posiada drugą kategorię systemu nawigacji ILS.
23 października 2014 Ryanair otworzył bazę na terenie lotniska w Modlinie.
20 października 2015 port lotniczy obsłużył 5-milionowego pasażera, 17 listopada 2016 8-milionowego, 24 kwietnia 2017 9-milionowego, zaś 16 lipca 2019  już 16-milionowego pasażera.

### 2020–2025

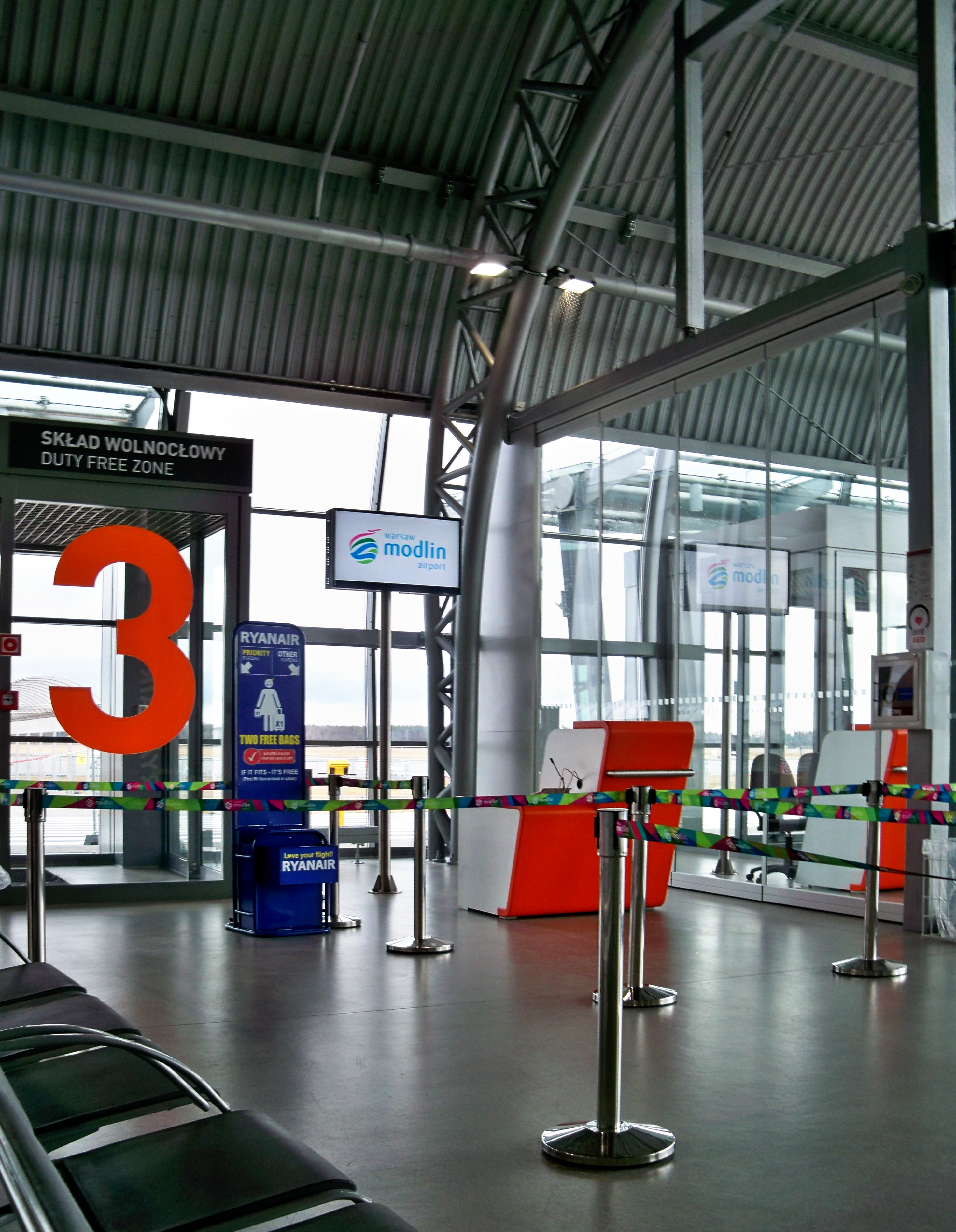
Wnętrze terminalu pasażerskiego

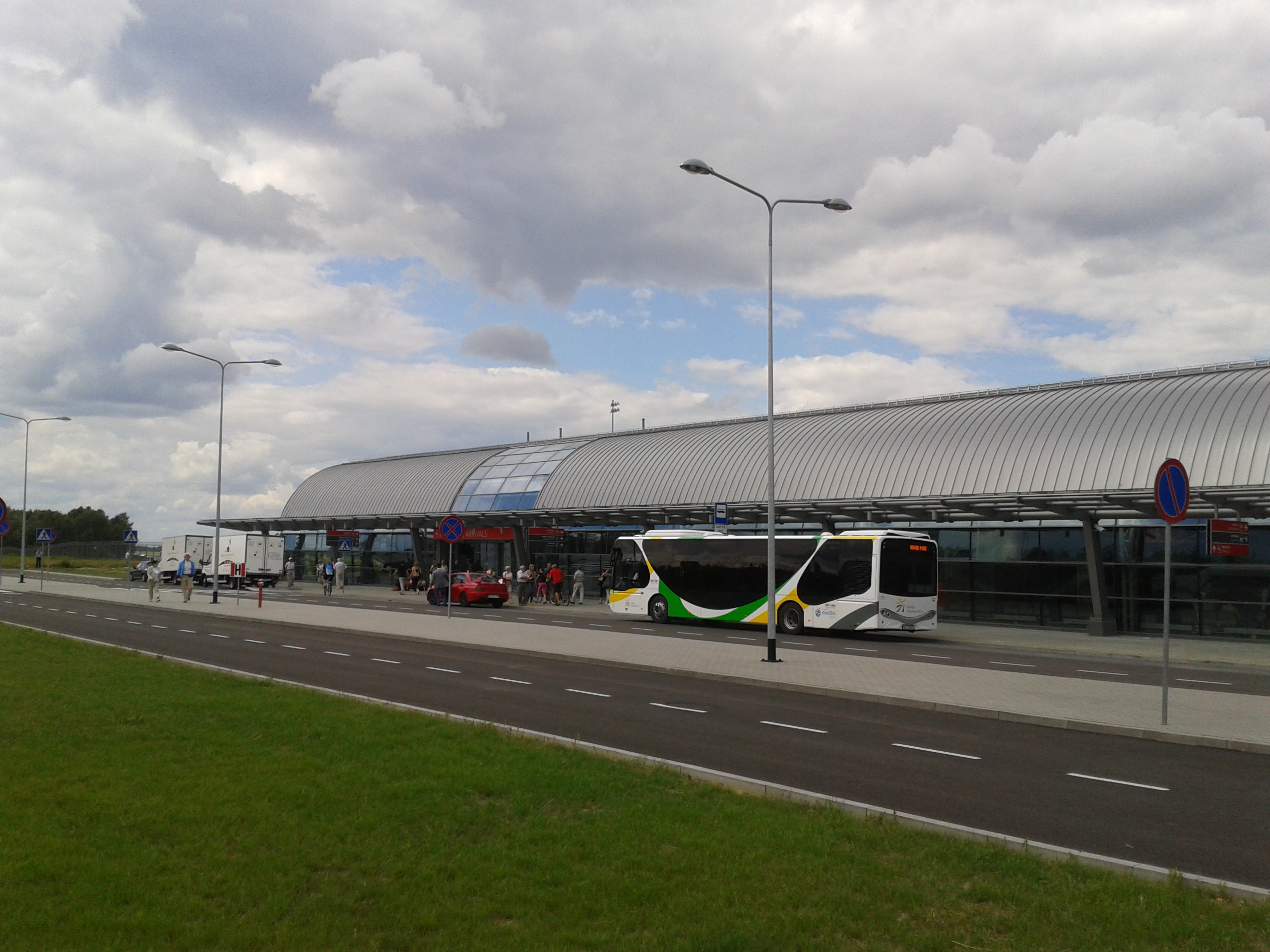
Terminal pasażerski z autobusem kursującym wahadłowo do stacji kolejowej Modlin

W październiku 2022 mołdawska tania linia lotnicza Air Moldova uruchomiła bezpośrednie połączenie między warszawskim lotniskiem w Modlinie a Kiszyniowem. Po 5 miesiącach przewoźnik zdecydował się na skasowanie trasy i opuszczenie lotniska. W czerwcu 2025 emiracka tania linia Air Arabia zapowiedziała uruchomienie w grudniu tego samego roku lotów do Szardży.

W lipcu 2025 przedstawiciele Lotniska Warszawa-Modlin podpisali nową, 6-letnią umowę z tanią linią lotniczą Ryanair. W jej ramach liczba pasażerów przewoźnika w podwarszawskim porcie ma wzrosnąć do 5 mln w 2030. W tym samym miesiącu powrót na lotnisko ogłosił Wizzair, już w grudniu tego samego roku przewoźnik planuje uruchomić 10 pierwszych  połączeń. Realizację połączeń sezonowych w sierpniu do Tel Awiwu zapowiedział izraelski przewoźnik Arkia.

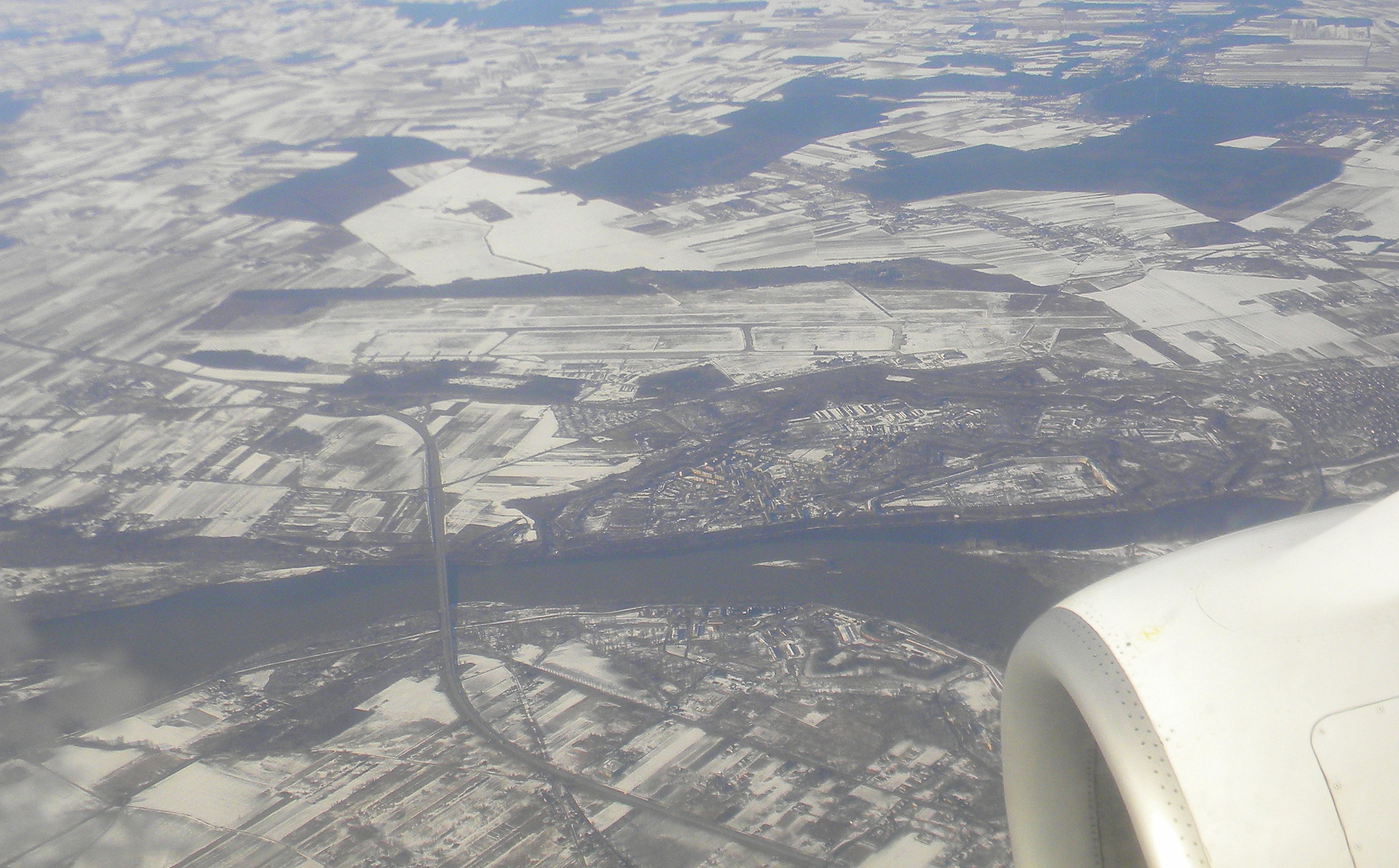
Widok na lotnisko i Twierdzę Modlin z lotu ptaka (2013)

## Kierunki lotów i linie lotnicze
Według stanu na lipiec 2025 port lotniczy obsługiwany jest przez jedną linię lotniczą, która oferowała bezpośrednie połączenia do 35 portów lotniczych w 18 krajach Europy:
| Linia lotnicza | Kierunek |
| -------------- | --- |
| Air Arabia     | 1. Szardża (od 20 grudnia 2025) |
| Arkia          | Sezonowo: 1. Tel Awiw (od 3 sierpnia 2025) |
| Ryanair        | 1. Alicante 2. Barcelona-El Prat 3. Bari 4. Bergamo 5. Bolonia 6. Bruksela-Charleroi 7. Dublin 8. Eindhoven 9. Helsinki 10. Katania 11. Kopenhaga 12. Lizbona 13. Londyn-Stansted 14. Madryt 15. Malaga 16. Malta 17. Palma 18. Paryż-Beauvais 19. Rzym-Ciampino 20. Teneryfa-Południe 21. Tirana Sezonowo: 1. Budapeszt 2. Burgas 3. Chania 4. Edynburg 5. Korfu 6. Neapol 7. Pafos 8. Porto 9. Rodos 10. Saloniki 11. Sztokholm-Arlanda 12. Wenecja-Treviso 13. Zadar 14. Zakintos |
| Wizzair        | 1. Ateny (od 1 grudnia 2025) 2. Alghero (od 31 marca 2026) 3. Barcelona-El Prat (od 1 grudnia 2025) 4. Bergamo (od 2 grudnia 2025) 5. Bergen (od 1 grudnia 2025) 6. Brindisi (od 16 grudnia 2025) 7. Kiszyniów (od 2 grudnia 2025) 8. Malta (od 15 grudnia 2025) 9. Pafos (od 2 grudnia 2025) 10. Palermo (od 16 grudnia 2025) 11. Sofia (od 15 grudnia 2025) |

Mapa z kierunkami lotów

## Statystyki ruchu
Zobacz zapytanie i odniesienia źródłowe Wikidata o wartości.

### Zestawienia roczne
| Rok  | Pasażerowie | Zmiana | Operacje lotnicze |
| ---- | ----------- | ------ | ----------------- |
| 2012 | 857 481     |        | brak danych       |
| 2013 | 344 566     | -59,8% | brak danych       |
| 2014 | 1 703 743   | 394,4% | brak danych       |
| 2015 | 2 589 286   | 51,9%  | 16 280            |
| 2016 | 2 859 191   | 10,4%  | 17 543            |
| 2017 | 2 931 503   | 2,5%   | 17 279            |
| 2018 | 3 081 966   | 5,1%   | 18 373            |
| 2019 | 3 106 041   | 0,8%   | 21 050            |
| 2020 | 872 059     | -71,9% | 9 784             |
| 2021 | 1 457 040   | 67,1%  | 14 501            |
| 2022 | 3 126 428   | 114,6% | 22 383            |
| 2023 | 3 400 967   | 8,8%   | 22 154            |
| 2024 | 2 794 464   | -17,8% | 16 406            |

## Połączenia komunikacyjne

### Połączenie kolejowe

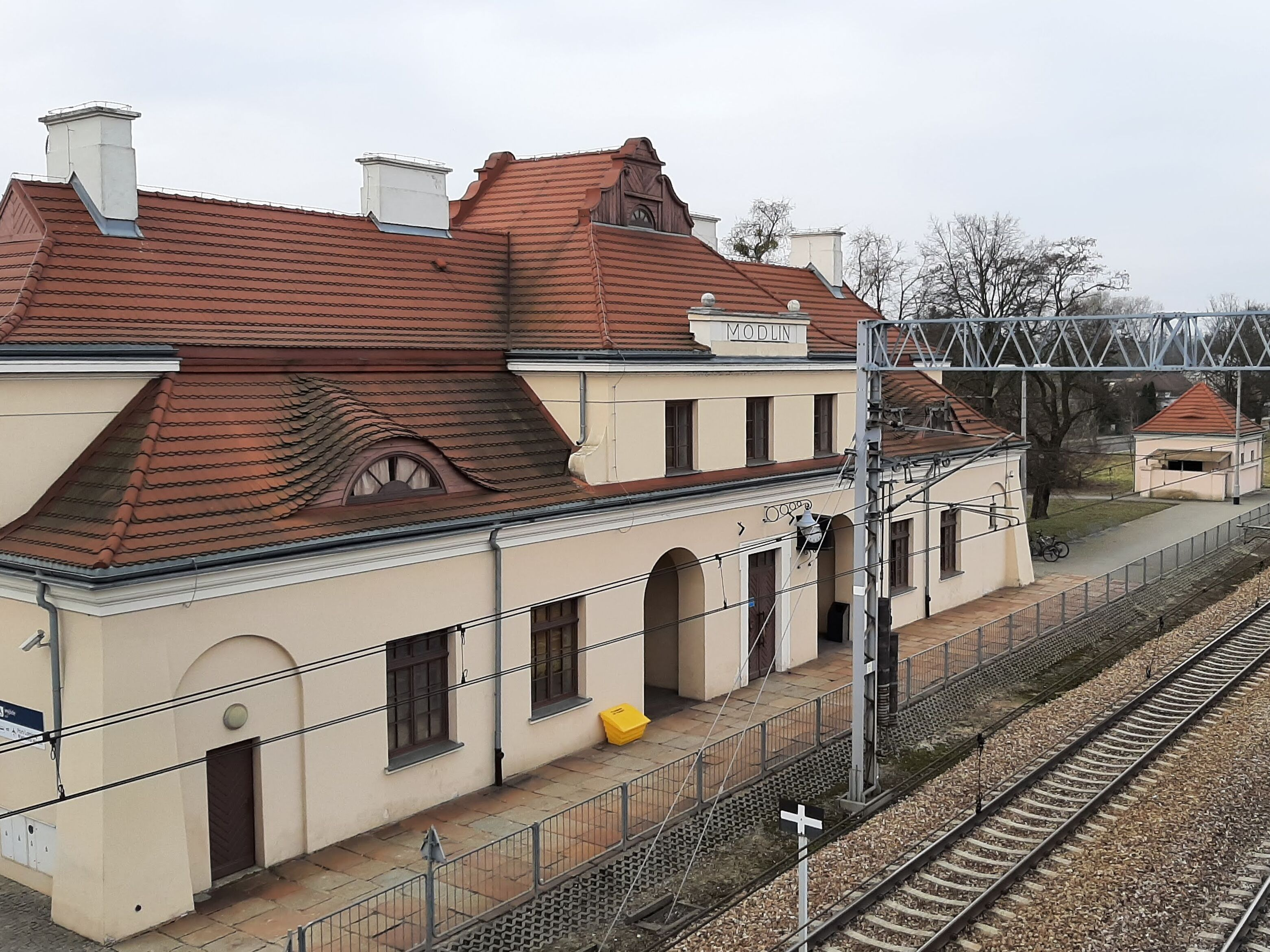
Stacja kolejowa Modlin, gdzie docierają pociągi z Warszawy, a skąd odjeżdżają autobusy na lotnisko

Według stanu na kwiecień 2025 lotnisko nie posiadało bezpośredniego połączenia kolejowego. Pociągi Kolei Mazowieckich kursują z Warszawy Centralnej oraz Warszawy Gdańskiej do stacji docelowej Modlin, skąd co 20 minut kursuje shuttle-bus dowożący pasażerów bezpośrednio na lotnisko.

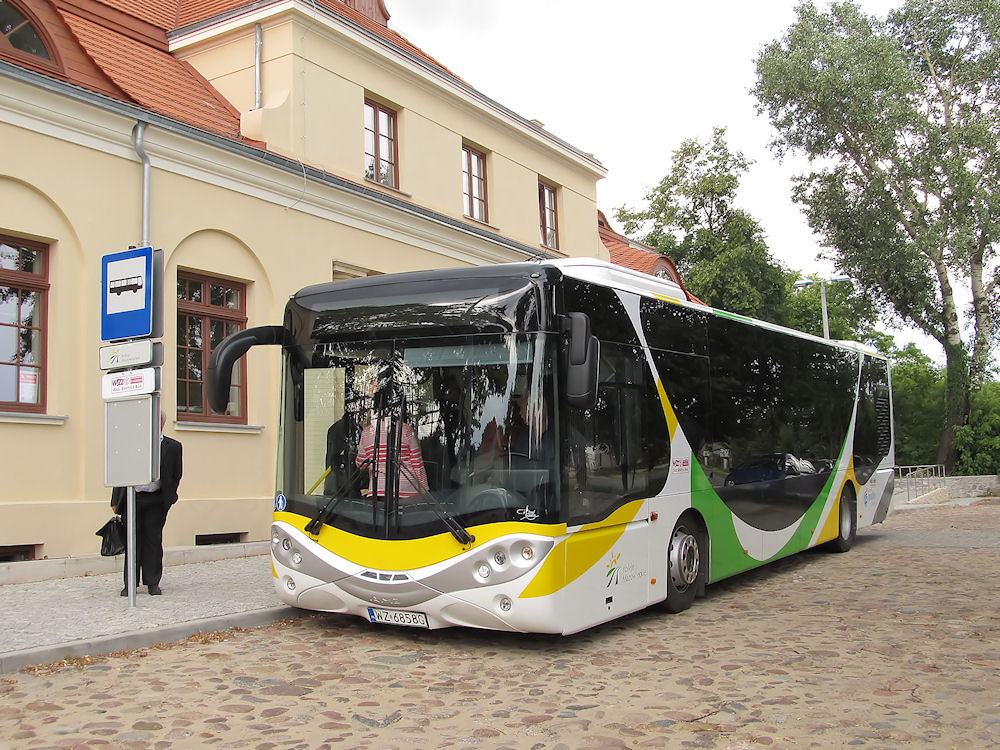
Lotniskowy shuttle bus

### Połączenie autobusowe oraz taksówki
Przewoźnicy Contbus i FlixBus zapewniają bezpośrednie połączenia autobusowe z lotniska do Warszawy.
Tradycyjne taksówki oraz samochody firm takich jak Bolt, czy Uber są dostępne pod terminalem. Przejazd do centrum Warszawy zajmuje około 40 minut.

### Połączenia drogowe
Droga krajowa nr 62 łączy lotnisko z drogą krajową nr 61 oraz drogą ekspresową S7. W przeszłości planowano połączenie lotniska Modlin z Trasą Olszynki Grochowskiej.

## Planowane inwestycje
Od 2007 planowane jest utworzenie połączenia kolejowego między Warszawą a portem lotniczym.  W grudniu 2009 podjęto decyzję o wybudowaniu brakującego elementu infrastruktury, przy czym wybrano koncepcję droższą o 100 milionów złotych w postaci stacji podziemnej. Stacja ta miała umożliwić rozbudowę lotniska w przyszłości, jednak projekt ten nie został zrealizowany. W 2012 lotnisko otrzymało pozytywną decyzję środowiskową Regionalnego Dyrektora Ochrony Środowiska w Warszawie na realizację tej inwestycji. W kwietniu 2013 marszałek Struzik poinformował o zamiarze przekazania realizacji budowy połączenia kolejowego kolejowej do Modlina spółce PKP PLK. Według informacji z 2018 ukończenie dojazdu kolejowego do lotniska planowano w 2022, jednak termin ten nie został dotrzymany. 28 kwietnia 2023 spółka PKP PLK rozpisała przetarg na wykonanie dokumentacji projektowej linii kolejowej do lotniska wraz z budową stacji przy terminalu.
Na 2025 zaplanowane jest rozpoczęcie się prac przy rozbudowie lotniska. Planowane jest wydłużenie terminala pasażerskiego, utworzenie nowych bramek Non-Schengen oraz rozbudowa płyty postojowej, z której mogłyby korzystać większe samoloty, między innymi Boeing 787-8 Dreamliner. Zakończenie prac nad rozbudową, mającą na celu zwiększenie przepustowości do poziomu 8 mln pasażerów rocznie, przewidziane jest na 2028. Po 2030 planowana jest budowa nowej drogi startowej.